# 觀光路線
《觀光路線》（英語：Scenic Route，英國又名）是一部2013年的美國心理驚悚電影，由Kevin Goetz和Michael Goetz執導，凱爾·基倫編劇，主演是佐舒·杜咸米爾和丹·富勒。本片在2013年西南偏南電影節上首映，之後在2013年8月23日公映。

## 演員
- 佐舒·杜咸米爾 飾 Mitchell
- 丹·富勒 飾 Carter
- Miracle Laurie（英语：Miracle Laurie） 飾 Joanne
- Christie Burson 飾 Annie
- Peter Michael Goetz（英语：Peter Michael Goetz） 飾 老人
- Jamie Donovan 飾 拖曳車司機
- Ethan Maher 飾 Cole
- Bob Schwartz 飾 辦公室職員

## 外部連結
- 官方网站
- 互联网电影数据库（IMDb）上《Scenic Route》的资料（英文）
- TCM电影资料库上《Scenic Route》的资料（英文）
- 爛番茄上《Scenic Route》的資料（英文）
- Metacritic上《Scenic Route》的資料（英文）